# Boum Boum Boum
Boum Boum Boum é um single promocional do cantor e compositor Mika e faz parte de seu quarto álbum de estúdio previsto para entre novembro desse ano e o ano de 2015.

## Lançamento
Foi lançada em 11 de junho de 2014 internacionalmente e 17 de junho nos Estados Unidos e no Canada.

## Temas
No dia 5 de junho Mika deu dicas de como seria a capa do single em seu facebook e depois revelou a capa junto de 15 segundos da música em 6 de junho na sua conta do youtube. A capa do single traz uma espécie de grupo tribal com a imagem de Mika esculpida ao fundo fazendo uma referente ilusão ao Monte Rushmore.
A musica em si demonstra inspirações latinas em seu ritmo e durante seu refrão repete-se o nome da música "Boum Boum Boum" enquanto Mika canta em frânces.
O vídeo promocional para a música foi lançado em 11 de junho de 2014 no seu canal de vídeos VEVO.
Segundo Mika, a música tem cunho homossexual sendo assim também uma resposta a homofobia e ao casamento entre pessoas do mesmo sexo.
Em entrevista ao programa "La Chanson de l'année" o cantor revelou que a música surgiu quando o cantor estavava em um restaurante de luxo e em um prédio ao lado havia um homem olhando-se no espelho e ele estava tirando sua cueca, então a mulher que estava com ele fechou as cortinas e  o cantor disse: "Eles vão fazer Boum Boum Boum".